# Monsieur Moto sur le ring
Pour plus de détails, voir Fiche technique et Distribution.
Mr. Moto sur le ring (titre original : Mr. Moto's Gamble) est un film américain réalisé par James Tinling, sorti en 1938.  Il s'agit du troisième film (sur 8) de la saga Monsieur Moto.

## Synopsis
À San Francisco, le lieutenant de police Riggs emmène M. Moto, un détective, et Lee Chan, un étudiant, à un combat de boxe entre Bill Steele et Frank Stanton, où le gagnant affrontera le champion, Biff Moran. Cependant, le combat est truqué et le gangster Nick Crowder parie beaucoup d'argent alors que Stanton n'atteindra pas le cinquième round. Il s'écroule au quatrième round et meurt peu après.
Le bookmaker Clipper McCoy perd de fait une fortune. Moto prouve qu'il s'agit d'un meurtre et il est révélé que 100 000 dollars ont été gagnés en pariant dans tout le pays contre Stanton. Moto travaille avec le lieutenant Riggs pour résoudre le meurtre alors que le combat de championnat se profile.

## Fiche technique
- Titre : Mr. Moto sur le ring
- Titre original : Monsieur Moto's Gamble
- Réalisation : James Tinling
- Scénario : Charles Belden (en) et Jerome Cady, d'après le personnage créé par John P. Marquand
- Photographie : Lucien Andriot
- Montage : Nick DeMaggio (en)
- Musique : Samuel Kaylin (en)
- Direction artistique : Haldane Douglas, Bernard Herzbrun
- Décors : Thomas Little
- Costumes : Helen A. Myron
- Son : William H. Anderson, Bernard Freericks
- Producteurs : John Stone, Sol M. Wurtzel
- Société de production :  Twentieth Century Fox
- Société de distribution :  Twentieth Century Fox
- Pays de production :  États-Unis
- Langue : anglais américain
- Tournage : du 10 janvier 1938 à février 1938
- Format : Noir et blanc — 35 mm — 1,37:1 — Son : Mono (Western Electric Mirrophonic Recording)
- Genre : Film policier, Film à énigme
- Durée : 72 minutes
- Dates de sortie :
  - États-Unis : 25 mars 1938 (Première)
  - États-Unis : 7 avril (sortie nationale)
  - France : 15 juin 1938

## Distribution
- Peter Lorre : Mr. Moto
- Keye Luke : Lee Chan
- Dick Baldwin (en) : Bill Steele
- Lynn Bari : Penny Kendall
- Douglas Fowley : Nick Crowder
- Jayne Regan (en) : Linda Benton
- Harold Huber : Lieutenant Riggs
- Maxie Rosenbloom : Horace Wellington
- John Hamilton : Philip Benton
- George E. Stone : Jerry Connors
- Bernard Nedell : Clipper McCoy
- Ward Bond : Biff Moran
- Lon Chaney Jr. : Joey
- Paul Fix : un gangster
- Adrian Morris : un policier
- Pierre Watkin : le procureur de district
- Olin Howland : le shérif adjoint Burt (non crédité)
- Gladden James : le caissier (non crédité)
- Lester Dorr : le journaliste (non crédité)

## À noter
- Le tournage a eu lieu du 10 janvier 1938 à février 1938 aux 20th Century Fox Studios